# 기표와 기의

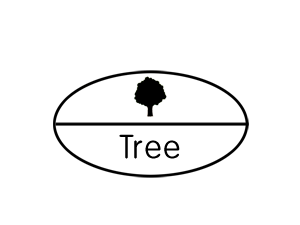
'Tree'라는 문자와 /tɹiː/라는 소리(음성)는 기표, 나무의 이미지와 '나무'란 개념 자체는 기의이다.

기표(記表, 프랑스어: signifiant 시니피앙[*])와 기의(記意, 프랑스어: signifié 시니피에[*])은 페르디낭 드 소쉬르에 의해 정의된 언어학 용어이다.
"시니피앙"은 프랑스어 동사 signifier의 현재분사로 "의미하는 것"을 나타내며, "시니피에"는 같은 동사의 과거 분사로 "의미되고 있는 것"을 가리킨다.
기표란 말이 갖는 감각적 측면으로, 예컨대 바다라는 말에서 "바다"라는 문자와 /bada/라는 음성을 말한다. 기의는 이 기표에 의해 의미되거나 표시되는 바다의 이미지와 바다라는 개념 또는 의미 내용이다. 기표와 기의를 하나로 묶어 기호(記號, 프랑스어: signe 사인[*])라고 한다.
기표와 기의의 관계, 즉 의미작용(意味作用, 프랑스어: signification 시니피카시옹[*])은
- 그 관계에 필연성이 없다(기호의 자의성).

예컨대 "바다"를 "바다"라고 쓰고 /bada/라고 발음하는 데 있어 필연성은 어디에도 없다. 만약 그것이 있었다면 모든 언어에서 바다는 /bada/로 발음되고 있을 것이다.
- 필연성이 없는데도 불구하고 그것이 이해하는 체계 속에서는 필연화되고 있다.

한국어를 이해하는 사람이 "바다"라는 글자를 보거나 /bada/라는 소리를 들었을 때, 거기서 상상할 수 있는 것의 근저는 기본적으로 같다. 또 "바다"가 왜 /bada/냐는 질문에 답하기가 매우 어렵다.
고틀로프 프레게가 지적했듯, 기의, 즉 "의미 내용" 또는 "개념"은 "지시 대상"과 반드시 일치하지 않는다. "지시 대상"은 레페렌트(referent)라 하며, 기의와는 구별된다.

## 같이 보기
- 랑그와 파롤

## 참고 자료
- フェルディナン・ド・ソシュール著、小林英夫訳『言語學原論』岡書院、1928年。
- フェルディナン・ド・ソシュール著、小林英夫訳『一般言語学講義』岩波書店、1972年。
- 丸山圭三郎『ソシュールの思想』岩波書店、1981年。